# Буццати, Дино
Ди́но Буцца́ти Траве́рсо (итал. Dino Buzzati Traverso; 16 октября 1906, Сан-Пеллегрино-ди-Беллуно, область Венеция — 28 января 1972, Милан) — итальянский писатель, журналист и художник, драматург.

## Биография
Родился в квартале Сан-Пеллегрино коммуны Беллуно в 1906 году. Его семья была богата: отец преподавал международное право в университете Павии; мать, Альба Мантовани, была по происхождению венецианка и являлась сестрой писателя Дино Мантовани.
Дино Буццати был вторым сыном из четырёх детей в семье. С самого раннего детства он писал, занимался изобразительными искусствами, играл на пианино и скрипке. C детства он любил горы, и именно горам посвятил свой первый роман «Барнабо с гор».
В 1924 году поступил на юридический факультет. Учился в Милане, получил диплом юриста в 22 года. Но учился он на юридическом факультете только через давление родителей.
В 1928 году поступил на работу в одну из самых респектабельных газет Италии — миланскую «Коррьере делла Сера». В этой газете он работал на протяжении почти 50 лет, перепробовав почти все журналистские амплуа: репортёр, журналист, специальный корреспондент, редактор отдела культуры.
В начале 1930-х годов появились первые романы Буццати, выдержанные в «кафкианской» манере. Во время Второй мировой войны он служил в Африке в качестве журналиста при Королевских ВМС Италии. В сентябре 1943 года вернулся в Милан, где продолжил работу редактора газеты.
В 1964 году женился на Альмерине Антониацци.
В 1972 году Дино Буццати скончался в Милане от рака поджелудочной железы.

## Творчество
Наибольшее признание получил как романист и как драматург. Проза Буццати тяготеет к фантастике, нередко носит характер притчи, в этом плане его часто сопоставляют с Эдгаром По, Кафкой. С ними его роднит тематика людской слабости, которая сталкивается с лабиринтом непонятного мира, его сюрреализмом. Его работы могут быть отнесены также к работам экзистенциалистским и соотнесены с «Тошнотой» Сартра или с «Посторонним» Камю.
Критики заявляли, что журналистская деятельность сильно повлияла на стиль писателя, сделав его очень реалистичным. Но при этом в его произведениях практически всегда присутствует нечто сверхъестественное и иррациональное.
Как в романах и рассказах, так и в пьесах писателя чувствуется чёткая аура непостижимой угрозы и одиночества. В его рассказах и пьесах герой отягощён непонятными и запутанными обстоятельствами. Во многих случаях герой связан обязанностями, которые что-то ему диктует. В произведениях автора чувствуется ирония, которая связывает его с театром гротеска, что объединяет комичное и ужасное. Героев Буццати можно сопоставить с героями «Процесса» и «Замка» Франца Кафки.
Произведения Буццати очень подходят для сцены, даже его романы и рассказы. Ощущение изоляции и обречённости можно ещё драматичнее передать на сцене. Но его работа в театре была сравнительно недолгой. Почти все его пьесы появились между 1953, когда была написана пьеса «Клинический случай», и 1968 годами, когда вышла пьеса «Конец буржуазии».
Писатель знал о своей болезни, и его поиски и отчаяние легли в основу рассказа «Полк уходит на рассвете». Рассказ был опубликован после смерти автора, в 1985 году. В нём также появляется тема проходящего времени. У него очень депрессивная тема: старый военный герой пытается убежать от своей смерти до рассвета и думает о своей жизни, перед тем как уйти.

## Главные работы
Первый роман писателя «Барнабо с гор», опубликованный в 1933 году, рассказывает о партизане Барнабо, который воюет во время Первой мировой войны. Тематика ожидания и проходящего времени будет пронизывать все его последующие произведения. Роман был встречен публикой тепло. Следующий роман писателя «Загадка Старого Леса» вышел в 1935 году.
В наиболее известной книге Буццати, романе «Татарская пустыня» (1940), повествуется о забытом всеми форте на границе с пустыней, со стороны которой ожидается нашествие. Все, кто находится в форте, живут ожиданием полчищ, с которыми они смогут сразиться, и видят себя спасителями страны. Те, кто оказался в крепости, не могут её покинуть. По книге был снят одноимённый фильм Валерио Дзурлини (1976).
Ожидание — это аллегория экзистенциалистской обречённости проводить бесцельно свою жизнь, где даже время не указано, так как оно не играет никакой роли. Существование в форте становится все более мистическим, в крепости ничего не происходит, и жизнь главного героя превращается в бесцельную. Время застывает и кажется при этом нескончаемым сегодняшним днём. В этом роман Буццати можно сопоставить с романом «Волшебная гора» Томаса Манна. Но всё же час течёт своим чередом. День за днём время просто убегает от главного героя. Он, как и его товарищи, становятся заложниками времени, которое приближает неотвратимость смерти. Ход времени перестаёт ими ощущаться, и они просто обнаруживают себя в один день стариками. Единственный способ что-то изменить — это достичь славы во время битвы с татарами, которые должны прийти из пустыни, но вопреки ожиданиям уже много лет никто оттуда не приходит.
Герои сборников рассказов «Коломбр», «Семь гонцов» — также рабы и жертвы своих идей.
Роман «Любовь» вышел в 1963 году. Это последний роман писателя. В нём рассказывается о любви 49-летнего Антонио к проститутке. Эта внезапная любовь становится мучением для него. Конец их отношений причиняет ему боль, и он пытается убежать от своей страсти, которая неотъемлемо связана с его смертью. Сейчас это один из наиболее известных романов писателя. Книга была экранизирована в 1966 году.
Как художник Дино Буццати иллюстрировал собственные книги и работал в театре. Он написал несколько театральных пьес и сценариев радиопостановок, а также оперные либретто, стихи, множество рассказов. Ещё при жизни Буццати в Милане прошла его персональная выставка.

## Признание
«Премия Стрега за книгу Шестьдесят рассказов» (1958). Многие произведения писателя были экранизированы. На французский язык его абсурдистскую драму «Интересный случай» (1953) перевёл в 1956 году Альбер Камю. К испанскому изданию романа «Татарская пустыня» Борхес написал предисловие и включил роман в свою антологию[уточнить]. Роман также вошёл в список «100 книг века по версии Le Monde» под номером 29.

## Произведения

### Романы
- Барнабо с гор / Bàrnabo delle montagne, 1933
- Загадка Старого Леса / Il segreto del Bosco Vecchio, 1935
- Татарская пустыня / Il deserto dei Tartari, 1940
- Невероятное нашествие медведей на Сицилию / La famosa invasione degli orsi in Sicilia, 1945
- Увеличенный портрет / Il grande ritratto, 1960
- Любовь / Un amore, 1963

### Рассказы
- Семь гонцов / I sette messaggeri, 1942
- Паника в Ла Скала / Paura alla Scala, 1949
- Крах Баливерны / Il crollo della Baliverna, 1954
- Шестьдесят рассказов / Sessanta racconti, Премия Стрега, 1958
- Эксперимент в магии / Esperimento di magia, 1958
- Уважаемый синьор, мы с сожалением… / Egregio signore, Siamo spiacenti di… (иллюстрации Сине), 1960 (Siamo spiacenti di), 1975
- Коломбр / Il colombre, 1966
- Таинственная лавка / La boutique del mistero, 1968
- Трудные ночи / Le notti difficili, 1971
- 180 рассказов / 180 racconti, 1982
- Полк уходит на рассвете / Il reggimento parte all’alba, 1985
- Меня зовут Дино Буццати / Mi chiamo Dino Buzzati, 1988
- Лучшие рассказы / Il meglio dei racconti, 1989
- Странное рождество мистера Скруджа и другие истории / Lo strano Natale di Mr. Scrooge e altre storie, 1990

### Театр
- Небольшая прогулка / Piccola passeggiata, 1942.
- Восстание против бедняков / La rivolta contro i poveri, 1946
- Клинический случай / Un caso clinico, 1953. Авторский перевод пьесы — Валерия Попова, 1978.
- Драматический конец одного известного композитора / Drammatica fine di un noto musicista, 1955, Авторский перевод Валерия Попова, 1978[источник не указан 2525 дней].
- Одна в доме / Sola in casa, 1958
- Девушка приехала… / Una ragazza arrivò…, 1959
- Окна / Le finestre, 1959, Авторский перевод Валерия Попова. Пьеса была напечатана в журнале «Современная драматургия» в 1987 году.
- Часы / L’orologio, 1958.
- Суфлёры / Suggeritori, 1960, Авторский Перевод Валерия Попова под названием «Феличита», 1978[источник не указан 2525 дней].
- Червь в министерстве / Un verme al ministero, 1960
- Шинель / Il mantello, 1960, Авторский перевод Валерия Попова под названием «Баллада о матери», 2015[источник не указан 2525 дней].
- L’uomo che andrà in America, 1962
- L’aumento, 1962
- La colonna infame, 1962
- Spogliarello, Стриптиз, 1964, Авторский перевод Валерия Попова, 2015[источник не указан 2525 дней].
- Телефонистка / La telefonista, 1964
- Невероятное нашествие медведей на Сицилию / La famosa invasione degli orsi in Sicilia, под редакцией Джанни Колла (Gianni Colla), 1965
- Конец буржуазии / La fine del borghese, 1966

### Либретто
- Ferrovia sopraelevata, 1955
- Procedura penale, 1959
- Шинель / Il mantello, 1960
- Battono alla porta,1963
- Было запрещено / Era proibito, 1963

### Другое
- В тот самый момент / In quel preciso momento, 1950, 1955 e 1963
- Местечко в горах / Il postino di montagna, 1951
- Le storie dipinte,под редакцией Марио Ориани и Адриано Равеньяни, 1958
- Poema a fumetti, 1969
- Чудеса Валь-Морель / I miracoli di Val Morel, 1971
- Cronache terrestri, servizi giornalistici, под редакцией Доменико Порцио, 1972
- Congedo a ciglio asciutto di Buzzati, inediti, под редакцией Гвидо Пьёвене, 1974
- Итальянские тайны / I misteri d’Italia, Milano 1978
- Dino Buzzati al Giro d’Italia, под редакцией Клаудио Марабини, 1981
- Lettere a Brambilla, под редакцией Лучиано Симонелли, 1985
- Стеклянные горы / Le montagne di vetro, под редакцией Энрико Каманни, 1990
- Мой Беллуно / La mia Belluno, под редакцией Comunità Montana Bellunese — Assessorato alla cultura, 1992
- Бестиарий / Bestiario, 1991
- Il buttafuoco, 1992
- La «nera» di Dino Buzzati, под редакцией Лоренцо Вигано, 2 vol., Oscar Mondadori, Milano, 2002

## Публикации на русском языке
- Семь гонцов: рассказы / сост. и пер. с итал. Ф. М. Двин. — М.: Известия, 1985. 160 с. (Библиотека журнала «Иностранная литература»).
- Избранное: Сборник / сост. и предисл. Р. Хлодовского. — М.: Радуга, 1989. — 424 с. (Мастера современной прозы). ISBN 5-05-002403-X
- Невероятное нашествие медведей на Сицилию. — М.: Самокат, 2005.
- Загадка Старого Леса. — М.: Текст, 2012. — 192 с. ISBN 978-5-7516-1080-7